# Crescent (Gackt-album)
A Crescent Gackt japán énekes ötödik szólólemeze, mely 2003. december 3-án jelent meg a Nippon Crown kiadónál. 
A lemez 5. helyezett volt az Oricon heti slágerlistáján és 11 hétig szerepelt rajta. A Japán Hanglemezgyártók Szövetsége megváltozott követelményei alapján az album aranylemez helyett platinalemez státust ért el.
Az albumról kimásolt Kimi ga oikaketa jume című kislemez második helyezést ért el az Oriconon és aranylemez lett. Június 11-én újabb kislemez látott napvilágot, a Cuki no uta, mely harmadik lett és aranylemez státust ért el. November 12-én ötödik helyezést ért el a slágerlistán 16. kislemeze, a Last Song, mely aranylemez lett.

## Számlista
Az összes szám szerzője Gackt. C (kivéve a 12. számot, melyet Hyde-dal közösen írt). 
| #   | Cím                                                                                         | Hossz |
| --- | ------------------------------------------------------------------------------------------- | ----- |
| 1.  | Dybbuk                                                                                      | 3:28  |
| 2.  | Mind Forest                                                                                 | 4:25  |
| 3.  | Cuki no uta (月の詩 (Tsuki no Uta); Song of the moon)                                       | 4:47  |
| 4.  | Kimi ga matteiru kara (君が待っているから (Kimi Ga Matteiru Kara); Because You Are Waiting) | 4:17  |
| 5.  | Solitary                                                                                    | 3:22  |
| 6.  | Hosi no szuna (星の砂 (Hoshi no Suna); Stardust)                                            | 4:23  |
| 7.  | Lust for Blood                                                                              | 5:11  |
| 8.  | White Eyes                                                                                  | 3:45  |
| 9.  | Kimi ga oikaketa jume (君が追いかけた夢 (Kimi ga Oikaketa Yume); A Dream You Chased)        | 4:21  |
| 10. | Last Song                                                                                   | 5:19  |
| 11. | Birdcage                                                                                    | 5:17  |
| 12. | Orendzsi no taijó (ft. Hyde) (オレンジの太陽 (Orenji no Taiyou); Orange Sun)                | 9:10  |